# Parc Zhongshan de Pékin
Le parc Zhongshan est un ancien parc impérial au sud de la Cité interdite, situé au nord-ouest de Tian'anmen, dans le centre de Pékin. Son nom actuel lui a été donné en 1928, en l'honneur de Sun Yat Sen (Sun Zhongshan en mandarin).